# Garopaba
Garopaba, amtlich portugiesisch Município de Garopaba ist eine Gemeinde im brasilianischen Bundesstaat Santa Catarina. Das Munizip liegt an der atlantischen Küste ca. 80 Kilometer südlich der Stadt Florianópolis. Die Bevölkerung wurde zum 1. Juli 2021 auf 24.070 Einwohner geschätzt, die Garopabenser genannt werden und auf eine Gemeindefläche von rund 114,8 km² leben.

## Geographie
Angrenzende Gemeinden sind Imbituba und Paulo Lopes.

## Geschichte
Die Kolonie wurde 1666 durch Siedler von den Azoren gegründet. Am 19. Dezember 1961 erhielt sie das Stadtrecht.

## Wirtschaft
Die Strände der Stadt gelten als Paradies für Surfer. Einer der Hauptarbeitgeber ist die in der Stadt ansässige und auch dort gegründete Firma Mormaii, die Kleidung für den Surfbedarf herstellt (z. B. Anzüge aus Neopren) und diese weltweit vertreibt.

## Trivia
Der Roman „Flut“ des brasilianischen Schriftstellers Daniel Galera spielt überwiegend in Garopaba.